# Mufti

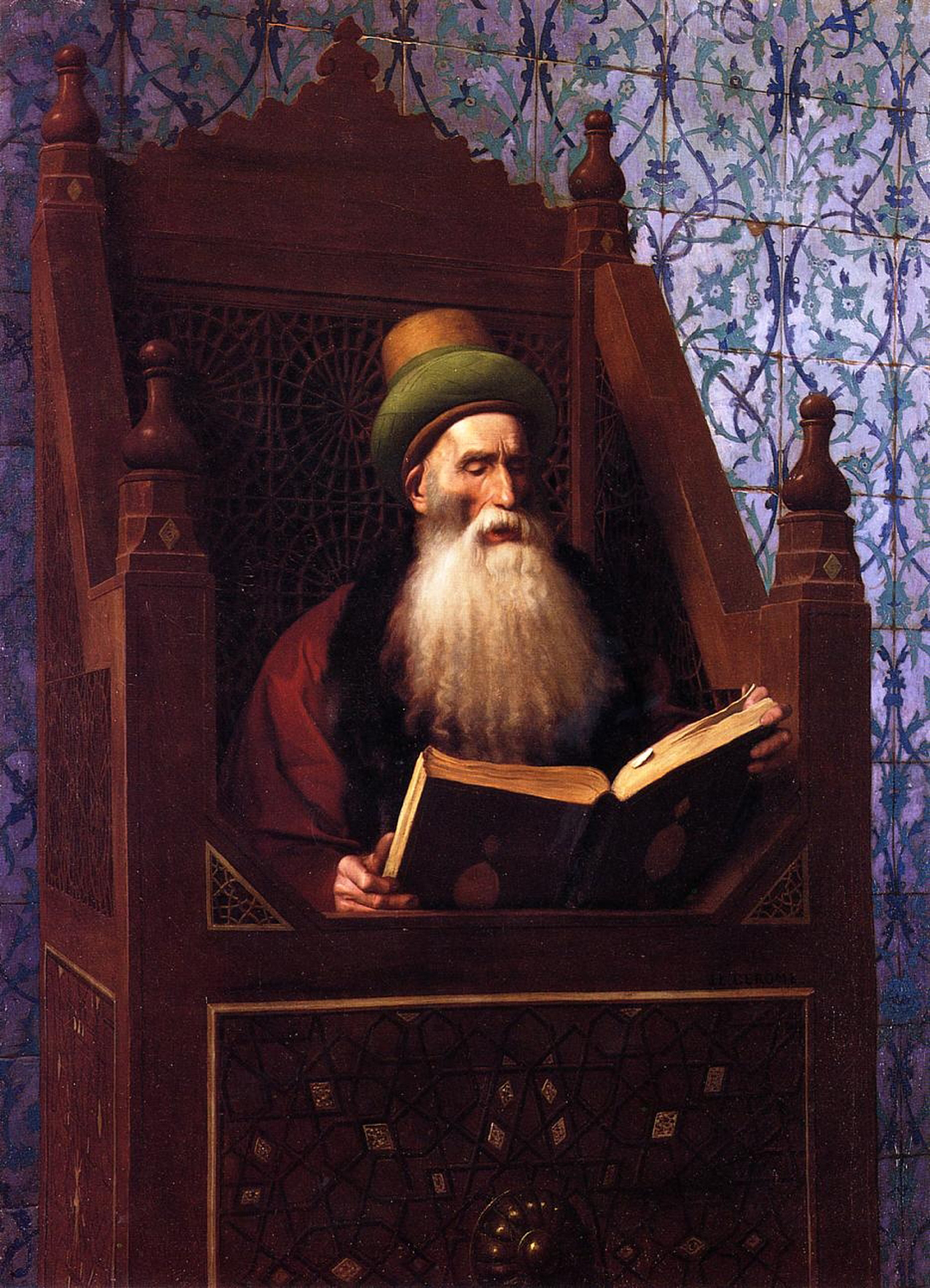
Olvasó mufti (Jean-Léon Gérôme, 1900 körül)

A mufti (arabul: المفتي, ’al-muftī’) az iszlám joggal, törvényekkel foglalkozó, vallásjogi véleményt (fetvát) nyilvánító muszlim jogi szakember. A fetvák kiadásához a muftinak általában ismernie kell a Koránt és a Hadíszt (Mohamed próféta életére és mondásaira vonatkozó elbeszélések), valamint járatosnak kellett lennie az egzegézisben és a jogi irodalomban.
Nyelvészeti szempontból a mufti szó az arab f-t-j gyökből ered, ugyanabból, mint az afta (’ad’), a fetva és az iftá (’fetva kiadása’) szavak.